# Pierwsza miłość
Pierwsza miłość (literalmente Primer amor) es una serie de televisión polaca transmitida originalmente por Polsat desde el 4 de noviembre de 2004.

## Elenco
| Actor/Actriz                    | Personaje                       | Duración                    |
| ------------------------------- | ------------------------------- | --------------------------- |
| Aneta Zając                     | Maria Radosz                    | desde 2004                  |
| Maciej Tomaszewski              | Marek Żukowski                  | desde 2004                  |
| Aleksandra Zienkiewicz          | Kinga Żukowska                  | desde 2004                  |
| Łukasz Płoszajski               | Artur Kulczycki                 | desde 2004                  |
| Maria Pakulnis                  | Aneta Pałkowska                 | 2004–2007, desde 2009       |
| Paweł Okoński                   | Marian Śmiałek                  | desde 2004                  |
| Anna Ilczuk                     | Emilia Miedzianowska            | desde 2004                  |
| Rafał Kwietniewski              | Bartek Miedzianowski            | desde 2005                  |
| Marek Pyś                       | Zenon Łazanek                   | 2005, desde 2010            |
| Włodzimierz Adamski             | Ludwik Pieczuk                  | desde 2006                  |
| Maria Gładkowska                | Jagna Miedzianowska             | desde 2006                  |
| Jan Monczka                     | Jacek Miedzianowski             | desde 2006                  |
| Jan Jankowski                   | Grzegorz Król                   | desde 2008                  |
| Paweł Krucz                     | Błażej Król                     | desde 2008                  |
| Urszula Dębska                  | Sabina Weksler                  | desde 2008                  |
| Grażyna Wolszczak               | Grażyna Weksler                 | desde 2008                  |
| Karol Strasburger               | Karol Weksler                   | desde 2009                  |
| Natalia Pełech                  | Danuta Żukowska                 | desde 2009                  |
| Michał Koterski                 | Henryk „Kaśka” Saniewski        | desde 2009                  |
| Błażej Michalski                | Mikołaj „Mikser” Serczyński     | desde 2010                  |
| Joanna Kupińska                 | Izabela Czaja–Kulczycka         | desde 2010                  |
| Maurycy Torbicz                 | Mirek Jedliński                 | desde 2010                  |
| Lech Dyblik                     | Roman Kłosek                    | desde 2010                  |
| Halszka Lehman                  | Wiktoria Kozubek                | desde 2010                  |
| Agnieszka Wielgosz              | Malwina Dąbek–Florek            | desde 2010                  |
| Anita Poddębniak                | Dorota Makowska                 | desde 2010                  |
| Oskar Wojciechowski             | Tomasz Żukowski (#2)            | desde 2010                  |
| Joachim Olko                    | Maciek Wysocki (#3)             | desde 2014                  |
| Mirosław Kotowicz               | Ryszard Kozubek                 | desde 2011                  |
| Grażyna Zielińska               | Celina Płaczkowska              | desde 2011                  |
| Wiktoria Ciupka                 | Tosia                           | desde 2011                  |
| Mirosław Kropielnicki           | Seweryn Drabik/Krojewicz        | desde 2011                  |
| Mateusz Banasiuk                | Radosław Zieliński              | desde 2011                  |
| Łucja Kawczak                   | Julia Radosz (#2)               | desde 2011                  |
| Joanna Opozda                   | Jowita Kaczmarek                | 2011–2012, desde 2014       |
| Marcin Krajewski                | Adam Wysocki                    | desde 2011                  |
| Piotr Głowacki                  | Wojciech Jancia                 | desde 2012                  |
| Jakub Grochowski                | Maciej Wysocki (#2)             | desde 2012                  |
| Tomasz Włosok                   | Dominik Kotowski                | desde 2012                  |
| Patryk Pniewski                 | Krystian Domański               | desde 2012                  |
| Rafał Mohr                      | Igor Kaczmarczyk                | desde 2012                  |
| Katarzyna Ankudowicz            | Beata Mazur                     | desde 2013                  |
| Barbara Szałapak                | Zofia                           | desde 2013                  |
| Krzysztof Kwiatkowski           | Natan Wójcik                    | desde 2013                  |
| Julia Pogrebińska               | Paulina Sobolewska              | desde 2013                  |
| Andżelika Kujawiak              | Daria Pakulska                  | 2008–2010, 2012, desde 2014 |
| Dorota Łukasiewicz              | Zofia Grocholska                | 2006–2007, 2011, desde 2014 |
| Karolina Hildebrandt            | Stanisława Kulczycka (#2)       | 2011, desde 2014            |
| Paulina Gałązka                 | Joanna                          | desde 2014                  |
| Klaudia Halejcio                | Luiza Florek                    | desde 2014                  |
| Łukasz Konopka                  | Norbert Sobolewski              | desde 2014                  |
| Anna Guzik                      | Sylwia Danilewska               | desde 2014                  |
| Ewa Jakubowicz                  | Amelia „Melka” Długosz          | desde 2015                  |
| Wojciech Błach                  | Michał Domański                 | desde 2015                  |
| Krzysztof Zych                  | Dragon                          | 2011–2012, desde 2015       |
| Aleksandra Ząb                  | Magdalena Cegielska             | 2004                        |
| Mateusz Janicki                 | Paweł Krzyżanowski (#1)         | 2004–2005                   |
| Joanna Pierzak                  | Brygida Nowakowska              | 2004–2005                   |
| Marcin Troński                  | Tomasz Niemirski                | 2004–2005                   |
| Henryk Niebudek                 | Maurycy                         | 2004–2005                   |
| Irena Dudzińska                 | Anna Żukowska                   | 2004–2005                   |
| Tamara Arciuch                  | Iwona                           | 2004–2005                   |
| Kacper Wydmański                | Wojtuś Świątek                  | 2004–2005                   |
| Wojciech Mecwaldowski           | Karol Kruczek                   | 2004–2006                   |
| Krzysztof Dracz                 | Mieczysław Bogucki              | 2004–2005                   |
| Roman Pietrzyk                  | Stefan Stopnicki                | 2004–2005                   |
| Łukasz Dziemidok                | „Laluś”                         | 2004–2005                   |
| Monika Bolly                    | Dorota Małek                    | 2005                        |
| Michał Mrozek                   | Igła vel Pancer                 | 2005                        |
| Henryk Piskórz                  | Szczepański                     | 2005                        |
| Paweł Burczyk                   | Robert Miazek                   | 2005                        |
| Krystian Wieczorek              | Jan                             | 2005                        |
| Dorota Kamińska                 | Ewa Szwajewska                  | 2006                        |
| Paweł Czajor                    | Fryderyk                        | 2005–2006                   |
| Jarosław Kostrzewa              | Sławomir Ochódzki               | 2005                        |
| Marta Ścisłowicz                | Franciszka Klimowicz            | 2005                        |
| Rafał Jędrzejczyk               | dziekan                         | 2004–2005                   |
| Dominika Figurska               | Sylwia Majchrzak                | 2004–2005                   |
| Anna Pudłowska                  | Zofia                           | 2004–2006                   |
| Maciej Robakiewicz              | Jerzy Tarski                    | 2004–2006                   |
| Krzysztof Kuliński              | Radosław Kozłowski              | 2004–2006                   |
| Barbara Kałużna                 | Agnieszka Świątek               | 2004–2006                   |
| Adam Cywka                      | Krzysztof Świątek               | 2004–2006                   |
| Marek Frąckowiak                | Krzysztof „Piłkarz” Ochalski    | 2005–2006                   |
| Krzysztof Kiersznowski          | Piłkarz                         | 2005–2006                   |
| Ewelina Ruckgaber               | Agata Wąsowska                  | 2005–2006                   |
| Marieta Żukowska                | Joanna Nowicka                  | 2004–2006                   |
| Andrzej Krucz                   | Radosław Przybył                | 2005–2006                   |
| Konrad Imiela                   | Michał Adamczyk                 | 2004–2006                   |
| Michał Chorosiński              | Hubert Bartkowiak               | 2004–2006                   |
| Ewa Sałacka                     | Urszula Paprocka                | 2004–2006                   |
| Leon Niemczyk                   | Adam Żukowski                   | 2004–2006                   |
| Robert Dudzik                   | Jarosław Sobiech                | 2004–2006                   |
| Wojciech Asiński                | Cezary Przybył                  | 2005–2006                   |
| Andrzej Malec                   | Bosman                          | 2005–2006                   |
| Joanna Kurowska                 | Halina Raczkiewicz              | 2004–2006                   |
| Włodzimierz Dyła                | Leszek Ograbek                  | 2004–2006                   |
| Anna Piróg                      | Paulina                         | 2004–2006                   |
| Ziemowit Wasielewski            | Jakub Szwajewski                | 2005–2006                   |
| Bartłomiej Firlet               | Rafał                           | 2005–2006                   |
| Bernadetta Kamiago              | Hanna                           | 2006                        |
| Paweł Okraska                   | Rutkowiak                       | 2006                        |
| Paweł Burczykk                  | Robert Miazek                   | 2005                        |
| Marcin Juchniewicz              | Paker                           | 2006                        |
| Andrzej Malec                   | „Bosman”                        | 2006                        |
| Przemysław Papsa                | Zimicz                          | 2006                        |
| Maciej Kopytko                  | Mateusz                         | 2006                        |
| Mikołaj Roznerski               | Wiesław                         | 2006                        |
| Małgorzata Osiej-Gadzina        | Mrozowska                       | 2006                        |
| Marzena Zając                   | Edyta Kowalik                   | 2006                        |
| Sylwia Cembrowska               | Halina                          | 2005–2007                   |
| Anna Bajer                      | Danuta Radosz                   | 2004, 2006–2007             |
| Piotr Zelt                      | Konstanty Grudzień              | 2006–2007                   |
| Marta Wiśniewska                | Rosa                            | 2006–2007                   |
| Dariusz Majchrzak               | „Ben”                           | 2006–2007                   |
| Katarzyna Skoniecka             | Monika Wagner                   | 2006–2007                   |
| Agnieszka Kulińska              | Alina                           | 2007                        |
| Agata Rzeszewska                | Lucyna Wagner                   | 2007                        |
| Małgorzata Socha                | Marta Stańczyk                  | 2006–2007                   |
| Mirosław Baka                   | Józef Szota                     | 2006–2007                   |
| Jakub Snochowski                | Jacek Niżewski                  | 2007                        |
| Anna Wojton                     | Janina Niżewska                 | 2007                        |
| Katarzyna Bieniek               | Paulina                         | 2007                        |
| Sonia Bohosiewicz               | Lilianna                        | 2007                        |
| Beata Lech                      | Aleksandra Sidorczuk            | 2007                        |
| Małgorzata Lipka                | Blanka                          | 2007                        |
| Paweł Kutny                     | Bogumił                         | 2007–2008                   |
| Michał Lesień                   | Zbigniew Kręglicki              | 2007–2008                   |
| Saniwoj Król                    | Sławomir Zawiórkowski           | 2007                        |
| Jacek Kawalec                   | Negocjator policyjny            | 2007                        |
| Weronika Gonera                 | Stanisława Kulczycka (#1)       | 2007                        |
| Aleksandra Nieśpielak           | Ewa „Kopara” Jankiewicz         | 2007                        |
| Łukasz Garlicki                 | Kostanty                        | 2007                        |
| Iwona Tomicka                   | Renata                          | 2007                        |
| Jacek Kawalec                   | Brzeziński                      | 2007                        |
| Jagoda Grzałka                  | Maja                            | 2007                        |
| Piotr Siwiec                    | Jan                             | 2007                        |
| Ewelina Miodek                  | Renata                          | 2007                        |
| Łukasz Garlicki                 | Kostanty                        | 2007                        |
| Jacek Kawalec                   | Fajkowski                       | 2007                        |
| Maciej Robakiewicz              | Jerzy Tarski                    | 2004–2007                   |
| Maria Niklińska                 | Jagoda                          | 2006–2007                   |
| Karolina Borkowska              | Dominika Hudziak                | 2007                        |
| Katarzyna Glinka                | Justyna Zarzecka                | 2005–2007                   |
| Magdalena Szczerbowska          | Anna Mroczek                    | 2004–2007                   |
| Dariusz Jakubowski              | Mikołaj Rybiński                | 2006–2007                   |
| Klaudia Halejcio                | Klaudia Poraj                   | 2005–2007                   |
| Jakub Bohosiewicz               | Marcin                          | 2006–2007                   |
| Patrycja Moraczyńska            | Spinka                          | 2007–2008                   |
| Ireneusz Czop                   | Bronisław Pawlicki              | 2007–2008                   |
| Magdalena Waligórska            | Tatiana                         | 2007–2008                   |
| Adam Hutyra                     | Dariusz                         | 2007–2008                   |
| Andrzej Młynarczyk              | Przemek „DJ Emas” Wiśniowiecki  | 2007–2008                   |
| Hanna Dunowska                  | Lidia Wiśniowiecka              | 2007–2008                   |
| Jerzy Pioner                    | Kazimierz Wiśniowiecki          | 2007–2008                   |
| Marcin Kobierski                | Ryszard Walczak                 | 2004–2008                   |
| Mirosław Konarowski             | Janusz Gibon                    | 2007–2008                   |
| Kinga Zabokrzycka               | Szabelska                       | 2007–2008                   |
| Mariusz Kiljan                  | Maciej Woźniak                  | 2007–2008                   |
| Andrzej Kowalczyk               | Marian Otręba                   | 2008                        |
| Mateusz Banasiuk                | Jakub „Miły” Szafrański         | 2006, 2008                  |
| Tomasz Leszczyński              | Sebastian Grygier               | 2008                        |
| Radosław Kasiukiewicz           | Henryk Pasłęka                  | 2008                        |
| Anna Wodzyńska                  | Karina Mejer                    | 2008                        |
| Jarosław Dziedzic               | Norbert                         | 2008                        |
| Andrzej Makowiecki              | Krzywicki                       | 2008                        |
| Patrycja Moraczyńska            | Spinka                          | 2008                        |
| Marzena Piejko                  | Marzena                         | 2008                        |
| Marian Czerski                  | Tymon                           | 2008                        |
| Kamila Chruściel                | Morawska                        | 2008                        |
| Dawid Diak                      | Michał                          | 2008                        |
| Paulina Moraczyńska             | Spinka                          | 2008                        |
| Monika Mazur                    | Wera Jedynka                    | 2008                        |
| Mariusz Kiljan                  | Maciej Woźniak                  | 2008                        |
| Tomasz Leszczyński              | Sebastian Grygier               | 2008                        |
| Roksana Krzemińska              | Katarzyna Grygier               | 2008                        |
| Ewa Szykulska                   | Jolanta Gozdecka                | 2008                        |
| Krzysztof Pulkowski             | Jerzy Gromadka                  | 2005–2008                   |
| Emilia Krakowska                | Natalia Strońska–Radosz         | 2004–2009                   |
| Ewa Serwa                       | Halina Konopka                  | 2008–2009                   |
| Joanna Kasperska                | Zbrzeźniak                      | 2008–2009                   |
| Ewa Szawłowska                  | Ewa Korczyńska                  | 2008–2009                   |
| Jarosław Jakimowicz             | Roman Korczyński                | 2008–2009                   |
| Anna Janocha                    | Ilona Bartoszak                 | 2008–2009                   |
| Radosław Elis                   | Krystian Siewicz                | 2007–2009                   |
| Łukasz Lewandowski              | Damian                          | 2007–2009                   |
| Wioletta Jabłońska              | Kamila                          | 2007–2009                   |
| Maciej Brzoska                  | Filip Wojtowicz                 | 2008–2009                   |
| Anna Prus                       | Aldona Szulc                    | 2009                        |
| Witold Wieliński                | Sylwester „Medyk” Banaszkiewicz | 2009                        |
| Kamil Klier                     | Maurycy Byszewski               | 2008–2009                   |
| Agata Kaczoruk                  | Asia                            | 2008–2009                   |
| Renata Kaczoruk                 | Basia                           | 2008–2009                   |
| Izabella Cześniewicz            | Jaśmina                         | 2006–2009                   |
| Przemysław Saleta               | Kacper „Rzeźnik” Sablicki       | 2009                        |
| Aleksander Machalica            | Jerzy Widłowski                 | 2009                        |
| Jakub Świderski                 | Wacław Sarapa                   | 2009                        |
| Małgorzata Zawadzka             | Alicja                          | 2009                        |
| Łukasz Chjęta                   | Daniel                          | 2009                        |
| Bartłomiej Brożyna              | Szary                           | 2009                        |
| Roman Piątkiewicz               | Witold Sablicki                 | 2009                        |
| Klaudia Lewandowska             | Monika                          | 2009                        |
| Maciej Wilewski                 | Ryszard Maj                     | 2009                        |
| Katarzyna Gajdarska             | Kustosz                         | 2009                        |
| Agnieszka Michalska             | Katarzyna Holtz-Wolińska        | 2009                        |
| Beata Kozikowska                | Jolanta Kasperczyk              | 2009                        |
| Wacław Mikłaszewski             | Stefan Prudnik                  | 2009                        |
| Hanna Piaseczna                 | Anita Janiszewska               | 2009                        |
| Maciej Wilewski                 | Ryszard                         | 2009                        |
| Aleksandra Hamkało              | Agnieszka Szabelska             | 2008–2009                   |
| Mikołaj Woubishet               | Asłan Dagarew                   | 2008–2009                   |
| Sebastian Stankiewicz           | Arkadiusz                       | 2009                        |
| Olga Borys                      | Noemi Wysocka                   | 2009                        |
| Małgorzata Łakomska             | Dagmara                         | 2009                        |
| Jadwiga Gryn                    | Paulina Wieczorek               | 2009                        |
| Artur Chamski                   | Gabriel Kuleszak                | 2009                        |
| Małgorzata Biniek               | Beata Uniłowicz                 | 2009                        |
| Amin Bensalem                   | Julian                          | 2009                        |
| Dorota Kuduk                    | Izabela                         | 2009                        |
| Tomasz Mycan                    | Mateusz Kaczkowski              | 2009                        |
| Aleksander Machalica            | Masterna                        | 2009                        |
| Przemysław Sadowski             | Kazper Sablicki                 | 2009                        |
| Filip Bochenek                  | Daniel                          | 2009–2010                   |
| Maciej Makowski                 | Witold Zajtuch                  | 2009–2010                   |
| Maciej Marczewski               | Dariusz Walczak                 | 2009–2010                   |
| Magdalena Rembacz               | Magdalena Krasny                | 2007, 2009–2010             |
| Marzena Kopczyńska              | Beata                           | 2004–2010                   |
| Izabela Kała                    | „Dora”                          | 2010                        |
| Magdalena Stam                  | Zyta vel Inga                   | 2010                        |
| Karol Polak                     | Krzysztof                       | 2010                        |
| Rafał Sadowski                  | „Wiciu”                         | 2006–2008, 2010             |
| Marcin Chabowski                | Skórek                          | 2009–2010                   |
| Ewa Skibińska                   | Teresa Kopytko–Żukowska         | 2004–2010                   |
| Beata Kozikowska                | Jolanta Kasperczyk              | 2009–2010                   |
| Bogdan Brzyski                  | Michał Stasiak                  | 2009–2010                   |
| Alżbeta Lenska                  | Edyta Jeżowska                  | 2007–2010                   |
| Krzysztof Dracz                 | Mieczysław Bogucki              | 2009–2010                   |
| Kamil Toliński                  | „Inter”                         | 2009–2010                   |
| Marcin Błaszak                  | Wojciech Manicki                | 2009–2010                   |
| Wojciech Majchrzak              | Bogusław Rudny                  | 2006–2007, 2010             |
| Joanna Król                     | Grażka                          | 2010                        |
| Maja Frykowska                  | Weronika Puszyńska              | 2010                        |
| Joanna Rossa                    | Klara Stasiak                   | 2009–2010                   |
| Maciej Skuratowicz              | Maciej Lewkowski                | 2010                        |
| Paweł Domagała                  | Robert                          | 2010                        |
| Ewa Wyszomirska                 | Aniela                          | 2009–2010                   |
| Maria Góralczyk                 | Magdalena Nowak                 | 2009–2010                   |
| Rafał Mroczek                   | Olaf Wieczorek                  | 2009–2010                   |
| Maciej Marczewski               | Dariusz Walczak                 | 2009–2010                   |
| Iwona Rejzner                   | Elżbieta                        | 2009–2010                   |
| Michał Opaliński                | Jerzy Osieczko                  | 2007–2010                   |
| Bożena Furczyk                  | Anna                            | 2008–2010                   |
| Marcin Rój                      | Igor Wolski                     | 2007–2010                   |
| Michał Opaliński                | Jerzy Osieczko                  | 2008–2009                   |
| Michał Breitenwald              | Edward                          | 2010                        |
| Maciej Makowski                 | Witold Zajtuch                  | 2009–2010                   |
| Katarzyna Olszko                | Zuzanna                         | 2010                        |
| Adam Krawczyk                   | Rafał Brycholski                | 2009–2010                   |
| Krzysztof Chudzicki             | „Bazyl”                         | 2009–2010                   |
| Hubert Zduniak                  | Borys                           | 2010                        |
| Wojciech Gabryś                 | Skory                           | 2010                        |
| Adam Sztaba                     | Adam Sztaba                     | 2010                        |
| Krzysztof Gostkiewicz           | Marcin Chmielarz                | 2008–2010                   |
| Michał Sobiczewski              | Adam Czernichowski              | 2008–2010                   |
| Sylwia Gliwa                    | Lucyna Rozen                    | 2009–2010                   |
| Monika Jarosińska               | Andrea Otręba-Sawicka           | 2010                        |
| Katarzyna Chrzanowska           | Barbara Świętochowska           | 2010                        |
| Sasha Strunin                   | Kalina Świętochowska            | 2010                        |
| Kacper Kaczmarek                | Tomek Żukowski (#1)             | 2005–2010                   |
| Andrzej Piszczatowski           | Piotr Kulczycki                 | 2004–2010                   |
| Magdalena Dąbrowska             | Marzena Grychowska              | 2005–2010                   |
| Magdalena Mazur                 | Kaja                            | 2009–2010                   |
| Karolina Adamska                | Amelia Bogucka                  | 2006–2010                   |
| Aldona Orman                    | Anna Świętochowicz              | 2006–2010                   |
| Grzegorz Mostowicz-Gerszt       | Bogdan Ziemiec                  | 2009–2011                   |
| Robert Koszucki                 | Łukasz                          | 2009–2011                   |
| Iwona Rejzner                   | Elżbieta                        | 2009–2011                   |
| Mateusz Młodzianowski           | Sebastian Rylski                | 2010–2011                   |
| Robert Gonera                   | Tomasz                          | 2010–2011                   |
| Artur Łodyga                    | Aleksander Bielecki             | 2010–2011                   |
| Krzysztof Janczar               | Zygmunt Terczyński              | 2010–2011                   |
| Krystyna Dmochowska             | Helena Łazanek                  | 2004–2011                   |
| Edward Żentara                  | Wiktor Nahorski                 | 2005–2008, 2010–2011        |
| Paulina Młynarska               | Paulina Młynarska               | 2011                        |
| Bartosz Żukowski                | Olaf Łęcki                      | 2011                        |
| Paula Marciniak                 | Klaudia                         | 2011                        |
| Izabela Orłowska                | Bogna Kot                       | 2011                        |
| January Brunov                  | Bronisław „Brona” Niziński      | 2010–2011                   |
| Wojciech Medyński               | Marian „Manuel” Otręba Jr       | 2008, 2010–2011             |
| Grzegorz Rekliński              | Zygmunt Trzeciak                | 2005–2011                   |
| Magdalena Górska                | Ewelina Kłosek                  | 2010–2011                   |
| Marcin Kwaśny                   | Dawid Kędzierski                | 2011                        |
| Grzegorz Twaróg                 | Waldi                           | 2011                        |
| Szymon Rząca                    | Boguś                           | 2011                        |
| Bogdan Kuczkowski               | Waldemar Sroka                  | 2011                        |
| Gabriela Fabian                 | Barbara                         | 2011                        |
| Sławomir Domaszewicz            | Ludwiczak                       | 2011                        |
| Judyta Paradzińska              | Jadzia                          | 2011                        |
| Paweł Aksamit                   | Alek                            | 2011                        |
| Maciej Czapski                  | Jóźwik                          | 2011                        |
| Edwin Petrykant                 | Cyprian Raczkiewicz             | 2011                        |
| Jacek Borkowski                 | Zabrzycki                       | 2008, 2011                  |
| Krzysztof Ibisz                 | Ireneusz Bisztyga               | 2011                        |
| Paweł Resz                      | Michał Kramek (#1)              | 2011                        |
| Ivett Bednarska                 | Lena                            | 2011                        |
| Katarzyna Olesiak               | Ilona                           | 2011                        |
| Patrycja Hurlak                 | Beata                           | 2011                        |
| Beata Deskur                    | Hanna Kotwica                   | 2011                        |
| Julia Wróblewska                | Basia                           | 2011                        |
| Lech Gwit                       | Ludwik                          | 2006–2008, 2011             |
| Marta Dąbrowska                 | Iwona Jedlińska                 | 2010–2011                   |
| Łukasz Dziemidok                | Patryk Skalsky                  | 2007–2011                   |
| Natalia Lesz                    | Milena Suska                    | 2011–2012                   |
| Elżbieta Kwinta                 | Lidia                           | 2011–2012                   |
| Maria Rybarczyk                 | Krystyna Borucka                | 2011–2012                   |
| Aleksandra Grzelak              | Sylwia                          | 2011–2012                   |
| Laura Małochleb                 | Basia                           | 2011–2012                   |
| Dymitr Hołówko                  | Morawski                        | 2011–2012                   |
| Konrad Śmigacewicz              | Krzysiek                        | 2010–2011                   |
| Wojciech Niemczyk               | Jarosław Florczak               | 2011–2012                   |
| Maciej Małysa                   | Janusz „Kamil” Zawada           | 2011–2012                   |
| Elżbieta Kwinta                 | Lidia Rawicz                    | 2011–2012                   |
| Wiktor Żbikowski                | Maciej Wysocki (#1)             | 2012                        |
| Małgorzata Fijałkowska-Studniak | Jola                            | 2011–2012                   |
| Paulina Klich-Małek             | Betty                           | 2011–2012                   |
| Monika Szarek                   | Paula                           | 2011–2012                   |
| Urszula Bogucka                 | Karolina Nahorska               | 2005–2012                   |
| Michał Majnicz                  | trabajador                      | 2012                        |
| Jan Domaszewski                 | Kędzierski                      | 2012                        |
| Michał Czaderna                 | Jurek                           | 2012                        |
| Marcin Marzec                   | Bogdan                          | 2012                        |
| Elżbieta Jędrzejewska           | Bożena                          | 2012                        |
| Dorota Czaja-Bilska             | Iwona Krawiec                   | 2011–2012                   |
| Grażyna Krukówna                | Magda                           | 2012                        |
| Piotr Tokarz                    | Lennicki                        | 2012                        |
| Robert Kaczorowski              | Janiczak                        | 2012                        |
| Robert Delegiewicz              | Nikodem                         | 2012                        |
| Barbara Pielka                  | Kłoskowa                        | 2012                        |
| Katarzyna Bula                  | Lucyna                          | 2012                        |
| Anna Dyduła                     | Zuzanna                         | 2012                        |
| Grażyna Kruk-Schejbal           | Magdalena                       | 2012                        |
| Elżbieta Jędrzejewska           | Bożena                          | 2012                        |
| Krzysztof Cybiński              | Bolo                            | 2012                        |
| Maciej Zalewski                 | Natan                           | 2012                        |
| Małgorzata Szeptycka            | Bożena Buczkowska               | 2012                        |
| Paweł Bińkowski                 | Krzysztof Buczkowski            | 2012                        |
| Bartosz Śliski                  | Grzegorz Tomasik                | 2012                        |
| Marian Kulon                    | Mirosław Gajda                  | 2012                        |
| Norbert Kaczorowski             | Piotr                           | 2012                        |
| Igor Lamot                      | Wiktor                          | 2012                        |
| Sergiej Kriuczkow               | Brocki                          | 2012                        |
| Hai Bui Ngoc                    | Han                             | 2012                        |
| Wojan Trocki                    | Adrian                          | 2012                        |
| Maria Semotiuk                  | Dominika                        | 2012                        |
| Aleksandra Bednarz              | Agnieszka Futerko               | 2012                        |
| Edyta Nestorowicz               | Luiza                           | 2012                        |
| Piotr Borowski                  | Antonio                         | 2012                        |
| Agnieszka Włodarczyk            | Anna Bilewska                   | 2009–2012                   |
| Arkadiusz Gołębiowski           | Marcello                        | 2011–2012                   |
| Teresa Sawicka                  | Bogumiła Tomczak                | 2011–2012                   |
| Stanisława Różańczyk            | Stanisława                      | 2012                        |
| Tadeusz Dzewiecki               | Leśniak                         | 2012                        |
| Dorota Wierzbicka-Matarelli     | Danuta Włodkiewicz              | 2012                        |
| Krzysztof Roszko                | Chełmski                        | 2012                        |
| Maciej Mikołajczyk              | Szczepan                        | 2012                        |
| Sergiej Kriuczkow               | Brocki                          | 2012                        |
| Robert Dudzik                   | Zenobiusz Konarzewski           | 2012                        |
| Aldona Struzik                  | Jolanta                         | 2012                        |
| Jakub Kamieński                 | Andrzej Pałkowski               | 2004–2008, 2012             |
| Mariusz Bąkowski                | Mariusz Krzyżanowski            | 2004–2012                   |
| Maria Konarowska                | Berenika Gajewska               | 2010–2012                   |
| Andzej Szczytko                 | komendant                       | 2011–2012                   |
| Ewa Pająk                       | Stanisława                      | 2012                        |
| Robert Kampa                    | Damian                          | 2012                        |
| Jan Tomaszewicz                 | Karolak                         | 2012                        |
| Ireneusz Dydliński              | Ratajczak                       | 2012                        |
| Małgorzata Kielar               | Luiza Kramek                    | 2011–2012                   |
| Iwona Wileńska-Cicha            | Piotrowska                      | 2012                        |
| Oskar Flis                      | Roman                           | 2012                        |
| Gabriela Oberbek                | Roksana                         | 2012                        |
| Tomasz Sapryk                   | Kazimierz                       | 2012                        |
| Jacek Kopczyński                | Adam Majer                      | 2012                        |
| Monika Goździk                  | prof. Zofia                     | 2012                        |
| Michał Kościuch                 | Łysy                            | 2012                        |
| Michał Pieszczatowski           | Kazik                           | 2012                        |
| Małgorzata Kołaszczyk           | Starżniczka                     | 2012                        |
| Łukasz Apostel                  | Jarosław                        | 2012                        |
| Zygmunt Babiak                  | dozorca                         | 2011–2012                   |
| Michał Milowicz                 | Cyprian Novak                   | 2012                        |
| Marek Litewka                   | szejk                           | 2012                        |
| Dominika Markuszewska           | Ruda                            | 2012                        |
| Justyna Pawlicka-Hamade         | Blondynka                       | 2012                        |
| Piotr Bumaj                     | Rawicki                         | 2012                        |
| Zofia Mitura                    | przewodniczka                   | 2012                        |
| Przemysław Puchała              | ochroniarz                      | 2012                        |
| Magdalena Biegańska             | dziennikarka                    | 2012                        |
| Alina Proskin                   | Joanna                          | 2012                        |
| Klementyna Jabłońska            | Iwona                           | 2012                        |
| Anna Antoniewicz                | Marta                           | 2012                        |
| Robert Chmielewski              | Zenon Glenda                    | 2012                        |
| Piotr Pawlak                    | Patryk                          | 2012                        |
| Kamil Lemiszczewski             | Łukasz                          | 2012                        |
| Barbara Pigoń                   | Ilona                           | 2012                        |
| Bartosz Minkiewicz              | Hajduk                          | 2012                        |
| Tomasz Rożko                    | Milewicz                        | 2012                        |
| Piotr Wątroba                   | Mateusz                         | 2012                        |
| Marcin Piejaś                   | Molenda                         | 2012                        |
| Marcin Marzec                   | Bogusław                        | 2012                        |
| Tomasz Ciachorowski             | Oskar Bill                      | 2012                        |
| Marcin Stec                     | Stan Wielkopolski               | 2012                        |
| Andrzej Buszewicz               | Antoni Radosz                   | 2004–2012                   |
| Aleksandra Prykowska            | Ewa Piotrowska                  | 2011–2012                   |
| Dagmara Krasowska               | Gabrysia Śliwa                  | 2012                        |
| Beata Kawka                     | Marta Nowak                     | 2011–2012                   |
| Agnieszka Kawiorska             | Renata Król                     | 2009–2012                   |
| Magdalena Margulewicz           | Stefani Konopka                 | 2008–2012                   |
| Wojciech Dąbrowski              | Jan Radosz                      | 2004–2012                   |
| Zdzisław Wardejn                | Franciszek Jeżowski             | 2008–2013                   |
| Mikołaj Krawczyk                | Paweł Krzyżanowski (#2)         | 2005–2013                   |
| Karol Wróblewski                | Cezary Prudnicki                | 2011–2013                   |
| Małgorzata Sadowska             | Aurelia Walicka                 | 2011–2013                   |
| Dariusz Toczek                  | Zbigniew Kmieciński             | 2012–2013                   |
| Piotr Nerlewski                 | Fabian Jasiński                 | 2012–2013                   |
| Andrzej Niemirski               | Bogdan Jasiński                 | 2012–2013                   |
| Beata Buczek-Żarnecka           | Bernadetta Jasińska             | 2012–2013                   |
| Marcin Pempuś                   | Jerzy                           | 2012–2013                   |
| Julia Balsewicz                 | Jola                            | 2013                        |
| Iwona Pierz                     | Monika                          | 2013                        |
| Michał Kitliński                | Eryk                            | 2012–2013                   |
| Agnieszka Żulewska              | Justyna                         | 2013                        |
| Marek Sitarski                  | Czesław                         | 2013                        |
| Jarosław Kostrzewa              | Kazimierz                       | 2013                        |
| Sebastian Smaltoch              | Mateusz                         | 2013                        |
| Mateusz Wójcik                  | Robert Talkowski                | 2013                        |
| Aleksandra Mikołajczyk          | Magda                           | 2012–2013                   |
| Kamil Rataj                     | Maciej                          | 2013                        |
| Krzysztof Grabowski             | Żołnierz                        | 2013                        |
| Zacharjasz Muszyński            | Iwan                            | 2013                        |
| Eugeniusz Malinowski            | Borys Filipow                   | 2013                        |
| Zbigniew Suszyński              | Rajmund Schmidt                 | 2004–2005, 2012–2013        |
| Dawid Stupień                   | Jakub Shmidt                    | 2013                        |
| Krzysztof Piątkowski            | Adamczyk                        | 2013                        |
| Jerzy Połoński                  | Piwoński                        | 2013                        |
| Piotr Miazga                    | Józef Gulczyk                   | 2013                        |
| Angelika Wójcik                 | Asia                            | 2013                        |
| Anna Dudziak                    | Basia                           | 2013                        |
| Leszek Malec                    | Kowalski                        | 2013                        |
| Janusz Machowicz                | inwestor                        | 2013                        |
| Małgorzata Saniak               | Ilona                           | 2013                        |
| Magdalena Majtyka               | Joanna Stefaniak                | 2013                        |
| Danuta Walczak                  | Michalska                       | 2013                        |
| Krzysztof Truchan               | Schrödinger                     | 2013                        |
| Arkadiusz Porada                | Milecki                         | 2013                        |
| Andrzej Wieczorek               | Nowicki                         | 2013                        |
| Zbigniew Prażmowski             | Włodzimierz                     | 2013                        |
| Aleksander Aksimowicz           | Zdzisław                        | 2013                        |
| Monika Gębala                   | Roma                            | 2013                        |
| Ryszard Węgrzyn                 | Stanisław                       | 2013                        |
| Maksymilian Ceroń               | ks. Marek                       | 2013                        |
| Michał Ratajczak                | Dj Mateo                        | 2013                        |
| Sławomir Ćwikowski              | Śluba                           | 2013                        |
| Mariusz Węgłowski               | Gwóźdź                          | 2013                        |
| Mieczysław Krawczyk             | Malinowski                      | 2013                        |
| Dorota Wodzień                  | Marzena                         | 2013                        |
| Anna Konczal                    | Iwona                           | 2013                        |
| Wojciech Marcinkowski           | Dudek                           | 2013                        |
| Krystian Kurowski               | Marek                           | 2013                        |
| Oskar Kamiński                  | Piotr                           | 2013                        |
| Mikołaj Poczta                  | Michał                          | 2013                        |
| Julita Liszcz                   | Kamila                          | 2013                        |
| Mateusz Dobies                  | Jerzy                           | 2013                        |
| Michał Sękiewicz                | Sylwester                       | 2013                        |
| Kacper Sasin                    | Szpona                          | 2013                        |
| Monika Janik                    | Marlena                         | 2013                        |
| Mateusz Bieniek                 | Jan                             | 2013                        |
| Maciej Kulig                    | Darek                           | 2013                        |
| Dariusz Juzyszyn                | Łysy                            | 2013                        |
| Adam Młynarczyk                 | Jarosław                        | 2013                        |
| Batosz Waga                     | Sebastian                       | 2013                        |
| Szymon Mysłakowski              | Mateusz                         | 2013                        |
| Aleksandra Nieśpielak           | Laura                           | 2013                        |
| Anna Filusz-Błaut               | Jadwiga                         | 2013                        |
| Piotr Pilitowski                | Piotr                           | 2013                        |
| Wiesław Cichy                   | komendant                       | 2013                        |
| Piotr Łukaszczyk                | lekarz                          | 2013                        |
| Alessandra Donati               | Benita                          | 2013                        |
| Ireneusz Machnicki              | właściciel                      | 2013                        |
| Andrzej Brydak                  | Norbert                         | 2013                        |
| Rafał Zawierucha                | Bączek                          | 2013                        |
| Dorota Piasecka                 | Krystyna                        | 2013                        |
| Krzysztow Stawowy               | Kazik                           | 2013                        |
| Piotr Kieraga                   | Stefan                          | 2013                        |
| Anna Lucińska                   | Angelika                        | 2013                        |
| Piotr Skarga                    | Szczepan Saniewski              | 2013                        |
| Piotr Szwedes                   | Podolski                        | 2012–2013                   |
| Wojciech Ziemiański             | Bronisław Kotowski              | 2013                        |
| Dominika Kojro                  | Aleksandra Król                 | 2008–2013                   |
| Marek Kaliszuk                  | Robert Szymczak                 | 2011–2013                   |
| Maria Mamona                    | Marta Kmiecińska                | 2012–2013                   |
| Stanisław Jaskułka              | Stanisław Kazimierczak          | 2012–2013                   |
| Joanna Jędrejek                 | Anna                            | 2013                        |
| Otylia Jędrzejczak              | Otylia Jędrzejczak              | 2013                        |
| Waldemar Błaszczyk              | Janusz                          | 2013                        |
| Antoni Królikowski              | Rafał Zapała                    | 2013                        |
| Maciej Radel                    | Marcin                          | 2013                        |
| Robert Czebotar                 | Boguś                           | 2013                        |
| Stefan Popkowski                | Wroński                         | 2010–2013                   |
| Jacek Lenartowicz               | Ryszard Nowak                   | 2013                        |
| Saniwoj Król                    | Kacper Warmiński                | 2012–2013                   |
| Zofia Domalik                   | Mirosława Buczkowska            | 2012–2013                   |
| Monika Dryl                     | Sandra Malicka                  | 2012–2013                   |
| Paweł Wolak                     | Mieczysław                      | 2011–2013                   |
| Marcin Juchniewicz              | Rączka                          | 2013                        |
| Tomasz Sobczak                  | Julian Iwanowski                | 2013                        |
| Michał Czernecki                | Hubert Schultz                  | 2011–2014                   |
| Andrzej Grabowski               | Olgierd Kaczmarczyk             | 2012–2014                   |
| Marcin Korcz                    | Szymon Kmieciński               | 2012–2014                   |
| Aleksandra Kisio                | Agata Skowrońska                | 2009, 2013–2014             |
| Maciej Wilewski                 | Januszko                        | 2013–2014                   |
| Anna Kózka                      | Nikola Zielińska                | 2013–2014                   |
| Magdalena Wójcik                | Łucja                           | 2013–2014                   |
| Andrzej Deskur                  | Wiktor Lehman                   | 2014                        |
| Piotr Zelt                      | Eryk Jarosz                     | 2014                        |
| Olga Serebryakova               | Tamara Filipow                  | 2014                        |
| Barbara Kurdej-Szatan           | Agnieszka Sikorska              | 2014                        |
| Angelika Kurowska               | Samanta Gwarczyńska             | 2014                        |
| Marta Klubowicz                 | Mariola Nahorska                | 2005–2012, 2014             |
| Tomasz Lulek                    | Antoni Turczyk                  | 2004–2014                   |
| Tomasz Dedek                    | Sebastian Szklarski             | 2014                        |
| Anna Kieca                      | Magdalena Drawska               | 2014                        |
| Bożena Borowska                 | Mirosława Zielińska             | 2012–2014                   |
| Martyna Kubicz                  | Patrycja Zielińska              | 2012–2014                   |
| Paweł Ferens                    | Jarosław                        | 2014                        |
| Waldemar Barwiński              | Zygmunt                         | 2014–2015                   |
| Marcin Piętowski                | Leszek Miśkiewicz               | 2014–2015                   |
| Hubert Jarczak                  | Aleksander Górski               | 2013–2015                   |
| Dominika Łakomska               | Marzena Zuber                   | 2013–2015                   |
| Jakub Mazurek                   | Filip Mazur                     | 2013–2015                   |
| Rafał Cieszyński                | Łukasz „Harcerz” Szostak        | 2004–2005, 2014–2015        |
| Anna Szymańczyk                 | Dagmara Maciejewska             | 2011–2015                   |
| Bartosz Picher                  | Stolarczyk                      | 2012, 2015                  |

## Temporadas
| Temporada | Rango de episodios | Años      | Emisión original        | Emisión original     | Episodios |
| Temporada | Rango de episodios | Años      | Inicio                  | Final                | Episodios |
| --------- | ------------------ | --------- | ----------------------- | -------------------- | --------- |
| 1         | 1–121              | 2004/2005 | 4 de noviembre de 2004  | 25 de agosto de 2005 | 121       |
| 2         | 122–329            | 2005/2006 | 29 de agosto de 2005    | 24 de agosto de 2006 | 208       |
| 3         | 330–536            | 2006/2007 | 28 de agosto de 2006    | 22 de junio de 2007  | 207       |
| 4         | 537–736            | 2007/2008 | 3 de septiembre de 2007 | 27 de junio de 2008  | 200       |
| 5         | 737–938            | 2008/2009 | 1 de septiembre de 2008 | 19 de junio de 2009  | 202       |
| 6         | 939–1135           | 2009/2010 | 31 de agosto de 2009    | 18 de junio de 2010  | 197       |
| 7         | 1136–1334          | 2010/2011 | 6 de septiembre de 2010 | 16 de junio de 2011  | 199       |
| 8         | 1335–1534          | 2011/2012 | 5 de septiembre de 2011 | 18 de junio de 2012  | 200       |
| 9         | 1535–1726          | 2012/2013 | 3 de septiembre de 2012 | 7 de junio de 2013   | 192       |
| 10        | 1727–1924          | 2013/2014 | 2 de septiembre de 2013 | 13 de junio de 2014  | 198       |
| 11        | 1925–2118          | 2014/2015 | 1 de septiembre de 2014 | 5 de junio de 2015   | 194       |
| 12        | 2119-              | 2015/2016 | 31 de agosto de 2015    |                      |           |